# Zvjezdan Misimović
Zvjezdan Misimović (ur. 5 czerwca 1982 w Monachium) – bośniacki piłkarz, występujący na pozycji ofensywnego pomocnika lub napastnika. Posiada również obywatelstwo Serbii.

## Kariera klubowa

### Wczesna kariera
Misimović jest znany w Niemczech jako Zwetschge (czyli niemiecka śliwka) ze względu na podobną wymowę do swojego imienia. Był graczem młodzieżowej akademii Bayernu Monachium. Przez cztery lata grał w rezerwach drużyny, zdobywając 44 gole w 102 występach. W sezonie 2003/04 w Lidze Regionalnej strzelił 21 goli, co jest osobistym rekordem. Zakończył sezon jako najlepszy strzelec razem z Paolo Guerrero, swoim kolegą z drużyny. Jego pierwszy i jedyny hat-trick na poziomie klubowym miał miejsce 2 listopada w wygranym 5:1 meczu z SC Pfullendorf.
W tym czasie grał pięć razy w głównym składzie. Jego debiut seniorski miał miejsce 12 kwietnia 2003 roku w przegranym 0:1 meczu z Werderem Brema.
Dołączył do VfL Bochum na początku sezonu 2004–05. Opuścił klub pod koniec sezonu 2007-08 po wygaśnięciu kontraktu, a jego przeniesienie do 1. FC Nürnberg zostało ogłoszone w styczniu 2007 roku.
Podpisał kontrakt z 1. FC Nürnberg w lipcu 2007 roku, stając się od razu jednym z najważniejszych zawodników w kadrze. Po raz pierwszy pojawił się w meczu z Karlsruher SC. 15 września otworzył swoje konto bramkowe, strzelając pierwszego gola swojej drużyny w ostatecznym remisie 2:2 u siebie z Hannover 96. W styczniu następnego roku doznał kontuzji pachwiny, ale doszedł do siebie przed rozpoczęciem drugiej części sezonu. W lutym ponownie doznał kontuzji, tym razem w więzadle stawu skokowego, co spowodowało, że zszedł z boiska w 32 minucie Pucharu UEFA 2007/2008 przeciwko Benfice. Bez niego Nürnberg przegrał w dwumeczu 3:2 i odpadł z rywalizacji.

### VfL Wolfsburg
Przeniósł się do VfL Wolfsburg w czerwcu 2008 roku za 3,9 miliona euro, oficjalne potwierdzenie nastąpiło 1 lipca. Podpisał kontrakt do czerwca 2012 roku i wziął koszulkę z numerem 10 na sezon 2008/2009 .
Zadebiutował w drużynie 16 sierpnia w pierwszym ligowym meczu przeciwko 1. FC Köln, zdobywając zwycięskiego gola w 78. minucie, wygrywając u siebie 2:1. W październiku strzelił bramkę w wygranym 4:1 meczu z Arminią Bielefeld w swoim setnym występie w Bundeslidze. Razem z innym bośniackim piłkarzem Edinem Džeko i brazylijskim napastnikiem Grafite utworzyli „magiczny trójkąt”. Rozegrał 33 mecze w sezonie, wszystkie jako starter, grając w Wolfsburgu, który po raz pierwszy zdobył tytuł w Bundeslidze. Misimović strzelił siedem ligowych goli i również zaliczył 20 asyst dla klubu, co było rekordową liczbą asyst w jednym sezonie Bundesligi (rekordzistą był do sezonu 2014-15, kiedy to Kevin de Bruyne miał o jedną asystę więcej). W DFB-Pokal Misimović rozegrał cztery mecze, gdy jego drużyna odpadła w ćwierćfinale z Werderem Brema, podczas gdy w Pucharze UEFA zagrał w ośmiu meczach i strzelił cztery gole, w tym bramkę przeciwko Bradze w fazie grupowej. Wolfsburg odpadł w fazie pucharowej.
W dniu 4 sierpnia 2009 roku znakomite występy Misimovicia zostały nagrodzone nową umową do 2013. Skomentował przedłużenie, stwierdzając, że „czuje się jak u siebie w Wolfsburgu”. Później we wrześniu Misimović awansował do Ligi Mistrzów UEFA debiut grając w pełnym wymiarze 90 minut w wygranym 3-1 meczu u siebie kontra CSKA Moskwa w pierwszym meczu fazy grupowej. Zagrał we wszystkich meczach grupowych, ale Wolfsburg nie poszedł więcej niż o 3. miejsce i tym samym spadł do Ligi Europy UEFA. Jego jedyny gol w rozgrywkach padł 3 listopada przeciwko Beşiktaşowi. W grudniu Misimović był jednym z czterech piłkarzy Wolfsburga nominowanych do Drużyny Roku UEFA 2009 , ale nie znalazł się na ostatecznej liście. W Lidze Europy UEFA strzelił swojego jedynego gola w 1/8 finału z Rubinem Kazan.
W mistrzostwach, pomimo niepowodzenia Wolfsburga w utrzymaniu tytułu, Misimović kontynuował swoje doskonałe występy, notując 15 asyst. Zdobył również 10 goli, co dało mu równy rekord życiowy w pierwszym jego sezonie z Nürnberg. W sezonie 2010-11 pojawienie się rozgrywającego Diego sprawiło, że przyszłość Misimovicia w klubie była niepewna. Pomimo pojawienia się w przegranym meczu 2:1 z Bayernem Monachium na początku sezonu, opuścił klub w ostatnim dniu letniego okna transferowego, decydując się na dołączenie do Galatasaray SK w Turcji.
Misimović zakończył swój pobyt w Wolfsburgu, występując 92 razy we wszystkich rozgrywkach i strzelając 25 goli.

### Galatasaray
31 sierpnia 2010 roku Galatasaray ogłosił, że Misimović dołączył do zespołu i podpisał czteroletni kontrakt na kwotę 7 milionów euro. Swój pierwszy mecz dla drużyny rozegrał 13 września przeciwko Gaziantepsporowi. 18 listopada 2010 roku został skierowany do rezerwowego składu, ponieważ trener Gheorghe Hagi stwierdził, że „nie potrzebuje go w składzie”. Opuścił klub w marcu 2011 r., po rozczarowującym okresie, mając zaledwie dziewięć występów na koncie.

### Dynamo Moskwa
3 marca 2011 roku podpisał kontrakt z rosyjskim klubem Dynamo Moskwa w transakcji o wartości 4,5 miliona euro. Umowa obowiązywała do 2014 roku. Przed opuszczeniem Galatasaray, Misimović nazwał trenera Gheorghe Hagi "kłamcą", dodając, że życzy swojemu byłemu klubowi wszystkiego najlepszego.
Misimović swój debiut z zespołem zaliczył 12 marca 2011 roku w meczu ligowym przeciwko Lokomotiwie Moskwa, a jego pierwszym golem było trafienie z rzutu karnego w następnym meczu z Rostowem.
Misimović zakończył swój pierwszy sezon w Rosji strzeleniem dziesięciu goli we wszystkich rozgrywkach; zdobył osiem goli w lidze, w tym przeciwko CSKA Moskwa w kwietniu 2012. W 2011-12 Pucharze Rosji zdobył bramkę w ćwierćfinałowym meczu przeciwko Zenit Sankt Petersburg.

### Guizhou Renhe
4 stycznia 2013 roku Misimović podpisał kontrakt na trzy lata ze swoim nowym klubem. W marcu 2015 roku ogłosił, że w wieku 32 lat przejdzie na emeryturę. Jednak w czerwcu 2015 r. powrócił do Guizhou Renhe.
8 stycznia 2017 ogłosił, że przechodzi na sportową emeryturę.

## Kariera reprezentacyjna
Misimović jest również powołany do reprezentacji Bośni i Hercegowiny. Debiutował w niej 18 lutego 2004 w przegranym 0:1 meczu przeciwko Macedonii.
11 lutego 2009 wystąpił w sparingowym meczu swojej reprezentacji przeciwko chorwackiemu klubowi HNK Rijeka i zdobył w nim jedną bramkę.
W sierpniu 2014 ogłosił zakończenie kariery reprezentacyjnej.

### Kariera w reprezentacji w liczbach
| Rok  | Przeciwnik          | Rodzaj meczu  | Wynik | Zdobyte gole | Minuty na boisku |
| ---- | ------------------- | ------------- | ----- | ------------ | ---------------- |
| 2004 | Macedonia           | Towarzyski    | 0-1   | 0            | 29               |
| 2004 | Luksemburg          | Towarzyski    | 2-1   | 1            | 90               |
| 2004 | Finlandia           | Towarzyski    | 1-0   | 1            | 25               |
| 2004 | Francja             | Towarzyski    | 1-1   | 0            | 67               |
| 2004 | Hiszpania           | Eliminacje MŚ | 1-1   | 0            | 90               |
| 2004 | Serbia i Czarnogóra | Eliminacje MŚ | 0-0   | 0            | 90               |
| 2005 | Belgia              | Eliminacje MŚ | 1-4   | 0            | 33               |
| 2005 | Litwa               | Eliminacje MŚ | 1-1   | 0            | 64               |
| 2005 | San Marino          | Eliminacje MŚ | 3-1   | 0            | 59               |
| 2005 | Hiszpania           | Eliminacje MŚ | 1-1   | 1            | 65               |
| 2005 | Estonia             | Towarzyski    | 0-1   | 0            | 74               |
| 2005 | Belgia              | Eliminacje MŚ | 1-0   | 0            | 18               |
| 2005 | Litwa               | Eliminacje MŚ | 1-0   | 0            | 3                |
| 2005 | San Marino          | Eliminacje MŚ | 3-0   | 0            | 13               |
| 2005 | Serbia i Czarnogóra | Eliminacje MŚ | 0-1   | 0            | 19               |
| 2006 | Japonia             | Towarzyski    | 2-2   | 1            | 67               |
| 2006 | Korea Południowa    | Towarzyski    | 0-2   | 0            | 90               |
| 2006 | Iran                | Towarzyski    | 2-5   | 1            | 90               |
| 2006 | Francja             | Towarzyski    | 1-2   | 0            | 84               |
| 2006 | Malta               | Eliminacje ME | 5-2   | 1            | 90               |
| 2006 | Węgry               | Eliminacje ME | 1-3   | 1            | 90               |
| 2006 | Mołdawia            | Eliminacje ME | 2-2   | 1            | 90               |
| 2006 | Grecja              | Eliminacje ME | 0-4   | 0            | 90               |
| 2007 | Norwegia            | Eliminacje ME | 2-1   | 1            | 90               |
| 2007 | Turcja              | Eliminacje ME | 3-2   | 0            | 90               |
| 2007 | Malta               | Eliminacje ME | 1-0   | 0            | 90               |
| 2007 | Chorwacja           | Towarzyski    | 3-5   | 0            | 90               |
| 2007 | Węgry               | Eliminacje ME | 0-1   | 0            | 90               |
| 2007 | Grecja              | Eliminacje ME | 2-3   | 0            | 82               |
| 2007 | Norwegia            | Eliminacje ME | 0-2   | 0            | 90               |
| 2007 | Turcja              | Eliminacje ME | 0-1   | 0            | 90               |
| 2008 | Macedonia           | Towarzyski    | 2-2   | 0            | 88               |
| 2008 | Bułgaria            | Towarzyski    | 1-2   | 0            | 90               |
| 2008 | Hiszpania           | Eliminacje MŚ | 0-1   | 0            | 90               |
| 2008 | Estonia             | Eliminacje MŚ | 7-0   | 3            | 66               |
| 2008 | Turcja              | Eliminacje MŚ | 1-2   | 0            | 90               |
| 2008 | Armenia             | Eliminacje MŚ | 4-1   | 0            | 90               |
| 2008 | Słowenia            | Towarzyski    | 4-3   | 1            | 90               |
| 2009 | Belgia              | Eliminacje MŚ | 4-2   | 1            | 90               |
| 2009 | Belgia              | Eliminacje MŚ | 2-1   | 0            | 90               |

## Życie prywatne
Ma syna o imieniu Luka (ur. 2005), który także został piłkarzem.